# In Your Eyes (álbum)
In Your Eyes é o quinto álbum de estúdio da cantora Deborah Blando, lançado em 12 de abril de 2013. Esse é o primeiro lançamento de Deborah que chegou às lojas após cerca de 11 anos. Da mesma forma que o primeiro álbum A Different Story, a maioria das faixas de "In Your Eyes" são em inglês.
O projeto traz duas faixas que entraram para a novela Guerra dos Sexos da Rede Globo: "Anjo" e "In Your Eyes".
Em entrevista ao site "Qual a Grande Ideia?",Deborah disse que as faixas "Sweet Sorrow", "In Your Eyes" e "High" são as suas favoritas do álbum.
Após o lançamento do álbum, Deborah Blando percorreu algumas cidades do Brasil com a turnê que dá título ao disco.  

## Faixas
Todas as faixas escritas e compostas por Deborah Blando, exceto onde marcado:
1. In Your Eyes (feat. Antonio Eudi) - 3:48
2. Sweet Sorrow (feat. Antonio Eudi) - 4:12
3. Everything I Am (feat. Antonio Eudi) - 4:57
4. Bliss (feat. Antonio Eudi) - 4:28
5. Open Door (feat. Antonio Eudi) - 4:13
6. High (feat. Antonio Eudi & Kelsang Uma) - 5:05
7. Stains (feat. Antonio Eudi) - 4:26
8. Tanto Faz (feat. Antonio Eudi) (Deborah Blando, Kiko Zambianchi e Alexandre Green) - 3:33
9. Anjo (Cláudio Rabello, Renato Corrêa e Dalto) - 3:31